# Albaranzeuli nero

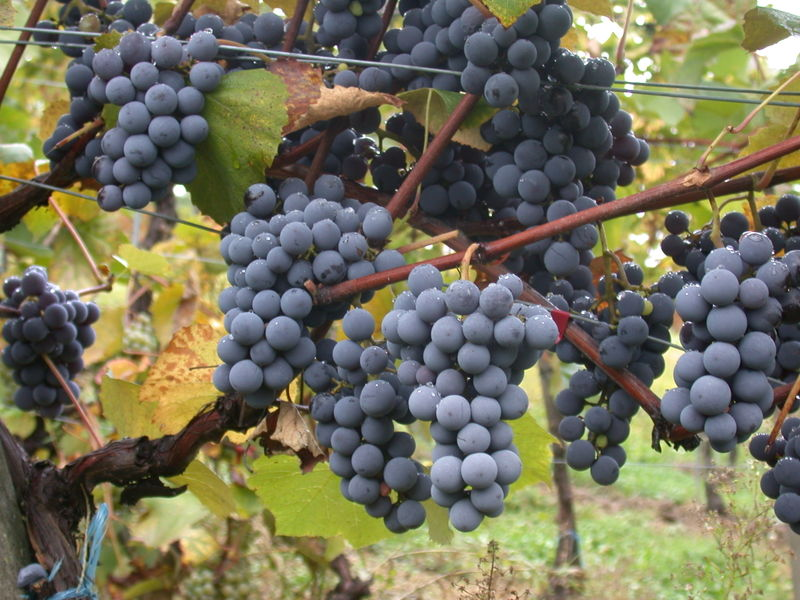
Een blauwe druif die soms wat paars oogt.

De Albaranzeuli nero is een rood-paarse druivensoort, die nog voorkomt op het Italiaanse eiland Sardinië.

## Geschiedenis
Zoals zoveel variëteiten uit Sardinië is deze druif geïntroduceerd uit Spanje, toen Sardinië tussen de 14de en 18e eeuw tot Spanje behoorde. Resultaten van een DNA-onderzoek wijzen uit dat het in ieder geval een kruising betreft tussen de Sardijnse druif girò en een nog onbekende andere druif. Nader onderzoek is nodig om ook dit raadsel definitief op te lossen. Wel is duidelijk dat deze druif een zusje heeft: de Albaranzeuli bianco. 

## Gebieden en kenmerken
Nog maar 42 hectare in de provincie Nuoro zijn beplant met deze variëteit. Hij wordt voornamelijk gebruikt in blends om rosé te maken en heeft een gemiddelde zuurgraad en alcohol.

## Synoniemen[1]
- Albarenzelin nero
- Alvaranzelin nero
- Alvaranzeuli nero
- Uva melone.